# Angela Summers
Angela Summers (Burbank, 6 novembre 1964) è un'ex attrice pornografica statunitense, vincitrice del premio XRCO Award Star of the year del 1992 e inserita nella AVN Hall of Fame nel 2008.

## Biografia e carriera
Cresciuta nel sud della California frequentando scuole cattoliche, ha lavorato come segretaria dopo il college. Dopo aver lavorato per una linea telefonica erotica e posato come modella per diverse riviste, è entrata nell'industria pornografica girando nel 1991 come prima scena Wild Goose Chase, diretta da Jonh Stagliano. L'anno successivo è stata premiata con 2 XRCO.
Fa parte dal 2008 della Hall of Fame degli AVN Awards.

## Riconoscimenti
- AVN Awards
  - 2008 – Hall of Fame[5]

- XRCO Awards
  - 1992 – Starlet Of The Year[6]
  - 1992 – Best Girl-Girl Scene per Snatched To The Future con Victoria Paris e Sandra Scream[7]